# Bardestān
Bardestān (persiska: بردستان, بردبستان, Bardbestān) är en ort i Iran.   Den ligger i provinsen Bushehr, i den södra delen av landet, 900 km söder om huvudstaden Teheran. Bardestān ligger 7 meter över havet och antalet invånare är 5 198.
Terrängen runt Bardestān är platt åt sydväst, men åt nordost är den kuperad. Havet är nära Bardestān söderut.Runt Bardestān är det ganska glesbefolkat, med 31 invånare per kvadratkilometer. Närmaste större samhälle är Bandar-e Dayyer, 4,3 km sydväst om Bardestān. Trakten runt Bardestān är ofruktbar med lite eller ingen växtlighet.